# Dynamite Düx
Dynamite Düx es un videojuego de tipo beat 'em up con scroll lateral, creado por  Sega-AM2 y publicado por Sega para arcades en diciembre de 1988 (en Japón) funcionando sobre su exitosa placa System 16, la misma placa usada para éxitos como Golden Axe y Altered Beast. El juego tuvo un éxito moderado y fue portado a Amiga, Amstrad CPC, Atari ST, Commodore 64, Sega Master System y ZX Spectrum.
El título tiene una historia sencilla, consistente en que una chica llamada Lucy es secuestrada por el malvado hechicero Achacha y el jugador tiene la misión de rescatarla.